# Delta de Venus
Delta of Venus (titulada Delta de Venus en español) es una película dramática y de corte erótico, de origen estadounidense del año 1994, fue dirigida por Zalman King y protagonizada por Audie England, Costas Mandylor y Marek Vašut. La película fue producida por Alliance Films, basada en la novela homónima de la escritora estadounidense Anaïs Nin. La historia se desarrolla en París, Francia, y está ambientada entre 1939 y 1940. Elena Martin, una mujer que quiere ser escritora en el París de los años 30, y que comienza a ser plenamente consciente de su atracción hacia el voyeurismo y otras aventuras relacionadas con el deseo y la sensualidad. La película recibió además la calificación NC-17 a causa de su contenido sexual.

## Sinopsis
Elena es una joven aspirante a escritora que viaja desde América para comenzar su carrera literaria. Durante su estancia en París, conoce a un grupo de amigos que le enseñan a disfrutar de la vida parisina y le muestran los lugares más especiales de la ciudad. Entre ellos está Lawrence, un escritor de novelas muy popular con el que inicia un tórrido romance. Pronto descubre que él tiene interés por otras mujeres y decide ponerle fin a su historia. Comenzará a posar desnuda para unas clases de dibujo aunque su gran ilusión es triunfar como escritora.

## Elenco
- Audie England como Elena Martin.
- Costas Mandylor como Lawrence Walters.
- Eric da Silva como Marcel.
- Raven Snow como Leyla.
- Rory Campbell como Miguel.
- Marek Vašut como Lux.
- Markéta Hrubesová como Bijou.